# Egzekucje w lesie Birkenek
Egzekucje w lesie Birkenek – masowe egzekucje mieszkańców Ziemi Michałowskiej przeprowadzane przez okupantów niemieckich w lesie koło majątku Birkenek (Brzezinki) w gminie Zbiczno. Jesienią 1939 członkowie paramilitarnego Selbstschutzu i funkcjonariusze policji niemieckiej zamordowali tam blisko 400 mieszkańców Brodnicy i okolicznych miejscowości.

## Początek niemieckiej okupacji
Brodnica została opanowana przez oddziały Wehrmachtu w dniu 7 września 1939. W mieście szybko zainstalowały się struktury niemieckich władz policyjnych, państwowych i partyjnych. Początkowo administracją miejską w Brodnicy kierował pełnomocnik szefa zarządu cywilnego przy niemieckiej 3. Armii – Oberregierungsrat Müller. 25 października 1939 zniesiono administrację wojskową na okupowanych obszarach, a Brodnica wraz z całym powiatem brodnickim zostały wcielone do Rzeszy jako część rejencji kwidzyńskiej Okręgu Gdańsk-Prusy Zachodnie. Funkcję burmistrza Brodnicy, a zarazem kierownika miejskich struktur NSDAP (Ortsgruppenleitera) objął wówczas Konrad Sauer. Starostą powiatu brodnickiego oraz kierownikiem powiatowej organizacji partyjnej (Kreisleiterem) mianowano natomiast Ericha Petersa.
W drugiej dekadzie września 1939 na terenie powiatu brodnickiego operował jeden z pododdziałów Einsatzgruppe V – specjalnej grupy operacyjnej (Einsatzgruppen) niemieckiej służby bezpieczeństwa i policji bezpieczeństwa, której zadaniem było „zwalczanie wszystkich wrogich Rzeszy i Niemcom elementów na tyłach walczących wojsk” oraz „ujęcie osób niepewnych pod względem politycznym”. Pod koniec września w mieście ulokowano natomiast jedną z filii Einsatzkommando 16 – specjalnej grupy operacyjnej utworzonej na bazie gdańskiego Gestapo, której podstawowym zadaniem była likwidacja polskiej inteligencji na terenach okupowanego Pomorza. We wrześniu 1939 w Brodnicy zorganizowano również 20-osobowy posterunek Schutzpolizei (policji ochronnej). Szczególną rolę w antypolskich działaniach odgrywał jednak Selbstschutz – paramilitarna formacja złożona z przedstawicieli niemieckiej mniejszości narodowej zamieszkującej terytorium przedwojennej Polski. Na terenie willi przy ul. Ogrodowej 23 w Brodnicy (tzw. Willa Krasińskiego) ulokowana została siedziba I Inspektoratu Selbstschutzu, obejmującego zasięgiem swojego działania powiaty brodnicki, nowomiejski i rypiński. Inspektoratem kierowali kolejno: SS-Standartenführer Alexander von Woedtke (10–24 września 1939), SS-Obersturmführer Karl-Heinz Paulsen (od 25 września do pierwszych dni listopada 1939) oraz SS-Hauptsturmführer Wilhelm Wardemann. Na czele powiatowych struktur Selbstschutzu w Brodnicy stanął natomiast pochodzący z Jabłonowa SS-Untersturmführer Kurt Kortas.
Od pierwszych dni okupacji Niemcy stosowali brutalny terror wobec ludności Brodnicy. Już 10 września 1939 na strzelnicy wojskowej w brodnickim lasku miejskim żołnierze Wehrmachtu rozstrzelali jedną osobę. Kolejne egzekucje miały tam miejsce w dniach 16 września (dwie ofiary) oraz 18 października (trzy ofiary). Jesienią 1939 miały miejsce pierwsze („dzikie”) wysiedlenia Polaków. Okupacyjne władze rychło przystąpiły także do zacierania wszelkich śladów polskości. Jesienią 1939 usunięto pomnik wzniesiony ku czci żołnierzy brodnickiego 67. pułku piechoty oraz zdewastowano kapliczkę poświęconą żołnierzom poległym podczas wojny polsko-bolszewickiej. W tym samym czasie spalono również liczący blisko 600 tomów zbiór biblioteki kolejowej im. „Nieznanego żołnierza”. Ponadto 29 września Niemcy spalili brodnicką synagogę oraz zdewastowali tamtejszy cmentarz żydowski.

## Egzekucje w Birkenku
Między październikiem 1939 roku a wiosną 1940 roku Niemcy przeprowadzili na okupowanych terenach Pomorza szeroko zakrojoną akcję eksterminacyjną. Wymierzona była ona w pierwszym rzędzie w przedstawicieli polskiej inteligencji, którą narodowi socjaliści obarczali winą za politykę polonizacyjną prowadzoną na Pomorzu Gdańskim w okresie międzywojennym oraz traktowali jako główną przeszkodę na drodze do szybkiego i całkowitego zniemczenia regionu. W ramach tzw. Intelligenzaktion (pol. akcja „Inteligencja”) Niemcy zamordowali wówczas ok. 30 000 – 40 000 mieszkańców Pomorza.
Masowe aresztowania mieszkańców Brodnicy i powiatu brodnickiego rozpoczęły się w połowie października 1939 i przeprowadzane były w głównej mierze przez Selbstschutz. Miejscowi Niemcy mogli przy okazji uregulować wiele zadawnionych sąsiedzkich sporów i porachunków, jak też korzystali z okazji do zagrabienia mienia mordowanych Polaków. Z tego względu ofiarą aresztowań padali nie tylko przedstawiciele inteligencji, lecz także liczni polscy rolnicy. Zatrzymane osoby osadzano zazwyczaj w piwnicach „Willi Krasińskiego”. Szybko uległy one zapełnieniu więc aresztantów umieszczano także w domu przy ul. Paderewskiego róg Sokołów (mieściła się tam siedziba brodnickiego Gestapo), w budynku klasztornym przy ul. Sądowej 5 oraz – przez pewien okres – w koszarach wojskowych przy ul. Czwartaków. 
Szczególnie tragiczny był los Polaków przetrzymywanych w „Willi Krasińskiego”. Panujące tam warunki były bardzo ciężkie, a bojówkarze Selbstschutzu notorycznie znęcali się nad więźniami. Często rozebranych do pasa aresztantów wyganiano na podwórze, gdzie Selbstschutzmani katowali ich pejczami. Krzyki torturowanych były wówczas dobrze słyszane na sąsiednich ulicach. Nad więźniami bardzo często znęcał się osobiście szef brodnickiego Selbstschutzu – Kurt Kortas. Ponadto aresztantom wydawano głodowe racje, a rodzinom zabroniono przynoszenia paczek żywnościowych. Po przesłuchaniach połączonych z torturami więźniów zazwyczaj deportowano do obozów koncentracyjnych lub zabijano na miejscu. 
Masowe egzekucje odbywały się zazwyczaj w lesie koło majątku Birkenek (obecnie Brzezinki) w gminie Zbiczno, położonym kilka kilometrów na północ od Brodnicy. Przed wojną majątek należał do Kurta Höltzela – znanego niemieckiego działacza spółdzielczego, który zginął podczas ewakuacji we wrześniu 1939. Zgodnie z relacją żony Höltzela, Marii, mordy na Polakach miały być odwetem za jego śmierć. Akcja eksterminacyjna w Birkenku była prowadzona przez Selbstschutz i policję niemiecką. Na podstawie danych uzyskanych z ankiet przeprowadzonych przez Główną Komisję Badania Zbrodni Niemieckich w Polsce przyjmuje się zazwyczaj, że masowe egzekucje miały tam miejsce: 10 października, 15 października, 17 lub 18 października oraz nieustalonego dnia między 26 a 28 października. Zeznania świadków wskazują, że skazańców przywożono do Birkenka samochodami ciężarowymi, po czym rozstrzeliwano nad rowami strzeleckimi, które wykopano w lesie jeszcze przed wybuchem wojny. Egzekucje odbywały się zazwyczaj w godzinach wieczornych lub w nocy – w świetle reflektorów samochodowych.
Należy przy tym podkreślić, że las Birkenek nie był jedynym miejscem, w którym mordowano mieszkańców powiatu brodnickiego. Dwukrotnie – 3 lub 4 listopada oraz 10 lub 11 listopada 1939 – z Brodnicy odeszły transporty ze skazańcami, których następnie zamordowano na terenie tzw. Domu Kaźni w Rypinie lub w pobliskich lasach skrwileńskich.

## Nieudana interwencja Wehrmachtu
Terror jaki zaprowadziły bojówki Selbstschutzu przybrał takie rozmiary, że wzbudził przerażenie nawet wśród miejscowej ludności niemieckiej. Do miejscowej komendantury Wehrmachtu zaczęły napływać liczne skargi i informacje o zbrodniach popełnianych przez Selbstschutz – składane nawet przez szeregowych członków organizacji. Pod wpływem doniesienia złożonego przez Niemkę zatrudnioną w brodnickim inspektoracie Selbstschutzu generał major Woldemar Freiherr Grote (dowódca 218. Dywizji Piechoty stacjonującej w Toruniu) zdecydował się na interwencję. Pewnego październikowego wieczoru żołnierze Wehrmachtu wkroczyli do „Willi Krasińskiego”, gdzie aresztowali SS-Obersturmführera Paulsena oraz kierownictwo inspektoratu. Kompletnie zaskoczonych Selbstschutzmanów odprowadzono do miejscowych koszar. Wraz z nimi przewieziono tam również polskich więźniów wydobytych z piwnic willi.
Był to jeden z nielicznych wypadków kiedy oficjalne czynniki niemieckie zareagowały na zbrodnie popełniane przez Selbstschutz. Działania podjęte przez Wehrmacht nie przyniosły jednak żadnych rezultatów. Jeszcze tej samej nocy w dowództwie dywizji zainterweniował bowiem SS-Oberführer Ludolf von Alvensleben – adiutant Himmlera, a zarazem dowódca pomorskiego okręgu Selbstschutzu (Selbstschutz Westpreussen). W konsekwencji Paulsen i jego ludzie zostali natychmiast zwolnieni, a polscy więźniowie powrócili do piwnic „Willi Krasińskiego”.

## Ofiary

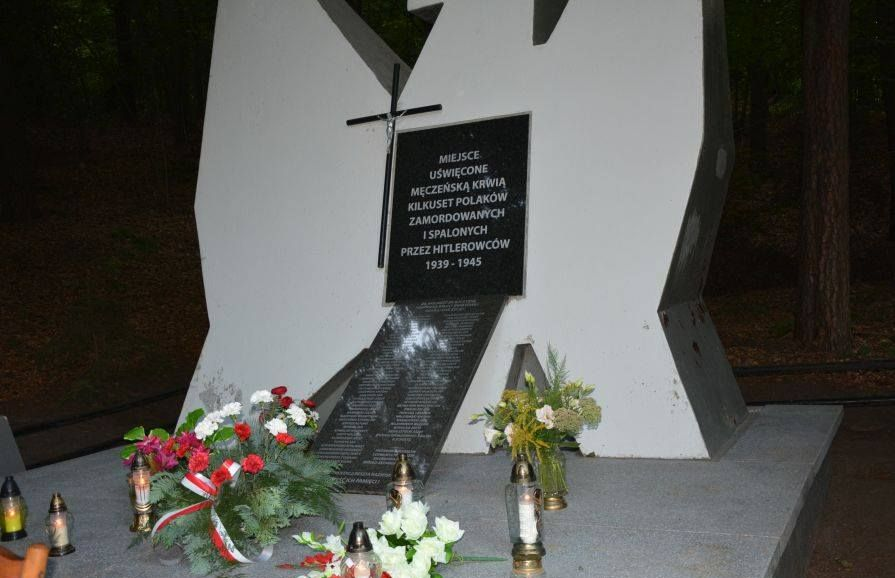
Monument z nową tablicą odsłoniętą 1 września 2015

Trudno precyzyjnie określić ile ofiar pochłonęły egzekucje w lesie Birkenek, gdyż w 1944 – w związku ze zbliżaniem się Armii Czerwonej – Niemcy przystąpili do zacierania śladów zbrodni. Ciała pomordowanych zostały wykopane i spalone. Z tego powodu liczba ofiar może być podawana jedynie szacunkowo. Jan Sziling ocenia, że jesienią 1939 aresztowano ok. 450-500 mieszkańców Brodnicy i okolicznych miejscowości, spośród których większość rozstrzelano w Birkenku. Maria Wardzyńska szacuje z kolei, że Niemcy zamordowali tam ok. 400 osób.
W lesie Birkenek rozstrzelano m.in. nauczycieli ze szkół w Brodnicy (Feliksa Adamamisa, Waleriana Bereżewskiego, Waleriana Barwickiego, Jana Koncza, Zygmunta Rozwadowskiego i Jana Różyckiego), Zbicznie (Helenę Siekarzankę, Mariana Kałwę), Nieżywięciu (Romana Beyera) i Budach (Maksymiliana Szymańskiego). Ponadto zamordowano tam wielu mieszkańców Lembarga, Żmijewa, Cichego, Zbiczna (m.in. nadleśniczego Antoniego Guzowskiego, oberżystów Józefa Jurkiewicza i Ludwika Daszkowskiego), jak również licznych mieszkańców Brzezinek, Waliszewa i Jabłonowa (m.in. wójta gminy Jabłonowo I – Władysława Barańskiego oraz dyrektora Banku Ludowego - Brunona Rocola). W gronie zamordowanych znalazło się także kilkunastu brodnickich Żydów.